# Ben Nighthorse Campbell
Benjamin Nighthorse Campbell (Auburn, 13 aprile 1933) è un politico e judoka statunitense, membro della Camera dei Rappresentanti per lo stato del Colorado dal 1987 al 1993 e senatore per lo stesso stato dal 1993 al 2005.

## Biografia
Figlio di un nativo americano e di un'immigrata portoghese, Campbell servì nell'Air Force e prese parte alle Olimpiadi del 1964 come judoka. Nel 1987 conquistò un seggio alla Camera dei Rappresentanti come esponente del Partito Democratico. Venne riconfermato fino al 1993, anno in cui riuscì ad ottenere un seggio al Senato.
Nel 1995 cambiò affiliazione e divenne membro del Partito Repubblicano. Nel 1998 gli elettori gli conferirono un secondo mandato da senatore, che portò a termine nel 2005. Alla scadenza del mandato, Campbell non si candidò per nessun incarico politico e si ritirò a vita privata. Attualmente risiede in Colorado con la moglie Linda, dalla quale ha avuto due figli.